# مطار ليداو
مطار ليداو (بالصينية: 綠島航空站)(إياتا: GNI، إيكاو: RCGI) هو مطار يقع في مدينة ليداو في تايوان.

## تاريخ
بني مطار لوداو في الأصل عام 1972 ووضع تحت إدارة قيادة حامية تايوان. في عام 1977 أعيد بناؤه بتمويل من كل من هيئة الطيران المدني وحكومة المقاطعة، ثم نقلت إدارته إلى حكومة مقاطعة تايتونج في عام 1984.
سُلم المطار لاحقًا إلى هيئة الطيران المدني في يوليو عام 1990. في أكتوبر 1995، أكملت هيئة الطيران المدني مشاريع توسيع المطار مع ترقية كل من المدرج ومحطة المطار وبرج المراقبة والمهاجع.

## شركات الطيران والوجهات
| شركـات طيـران | الوجهات |
| ------------- | ------- |
| Daily Air     | Taitung |